# CAMK2N1
Chất ức chế 1 đối với protein kinase II phụ thuộc calci/calmodulin (tiếng Anh: Calcium/calmodulin dependent protein kinase II inhibitor 1) là protein ở người được mã hóa bởi gen CAMK2N1.